# Relaciones Chile-Emiratos Árabes Unidos
Las relaciones Chile-Emiratos Árabes Unidos son las relaciones internacionales entre la República de Chile y el Estado de los Emiratos Árabes Unidos.

## Historia

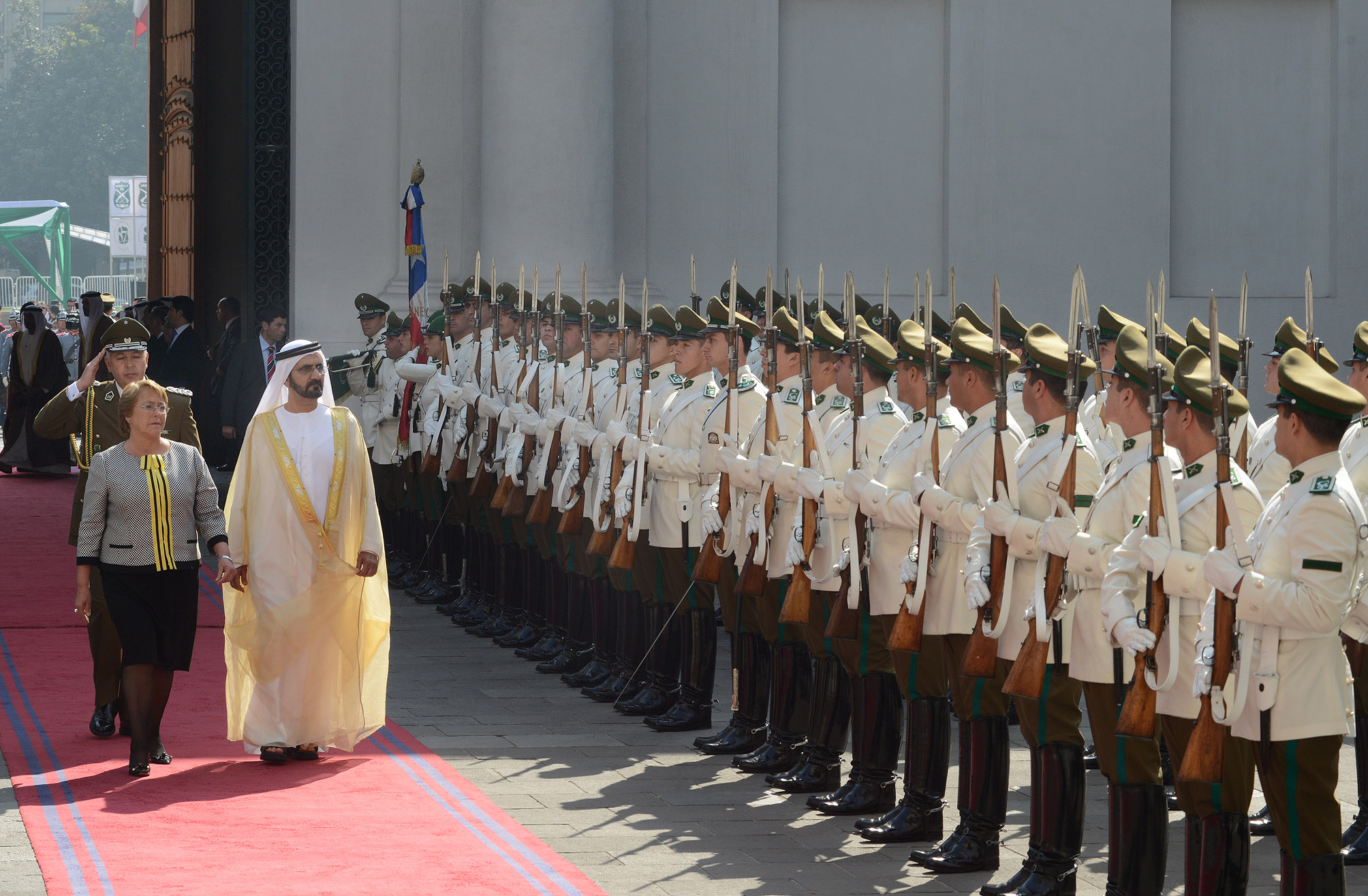
La Presidenta de Chile Michelle Bachelet recibiendo la visita oficial del jeque Mohamed bin Rashid Al Maktum, vicepresidente y primer ministro de los Emiratos Árabes Unidos, en abril de 2014.

Desde 2009, está vigente un acuerdo de cooperación económica entre ambos países, que supuso poner con arancel cero diversos productos. En 2011, Chile abrió su embajada en Abu Dabi, para luego firmar un convenio de cooperación económica para desarrollar el intercambio comercial entre Chile y el emirato de Dubái. Tres años después, ambos países comenzaron las negociaciones para evitar la doble tributación en transporte marítimo y aéreo. En noviembre de 2013, una delegación empresarial liderada por el ministro emiratí Sultan bin Saeed Al Mansoori visitó Chile, para participar el Foro Económico Comercial Chile-EAU. En 2015, se firmó un acuerdo para incentivar la exportación de productos pesqueros y acuícolas chilenos a Emiratos Árabes Unidos.
En el ámbito de la cooperación, en febrero de 2017, a propósito de los incendios forestales que asolaron la zona central chilena, el gobierno de los Emiratos Árabes Unidos donó a Chile cinco millones de dólares para atender la catástrofe.

### Visitas oficiales
El vicepresidente y primer ministro de los Emiratos Árabes Unidos Mohamed bin Rashid Al Maktum realizó una visita de Estado a Chile en abril de 2014, ocasión en que ambos gobiernos realizaron la firma del convenio para evitar la doble imposición en materia de tributos sobre la renta y el patrimonio del transporte aéreo internacional y de las empresas navieras; y del memorándum de entendimiento en el campo de la cooperación cultural.

## Relaciones comerciales
En 2023, el intercambio comercial entre ambos países ascendió a los 259,8 millones de dólares estadounidenses, con una tasa de crecimiento anual promedio de 4,7% en los últimos cinco años. Los principales productos exportados por Chile fueron nitratos de potasio, preparaciones lácteas y nitratos de sodio, mientras que aquellos exportados principalmente por Emiratos Árabes Unidos al país sudamericano fueron perfumes, azúcar de caña y teléfonos celulares.
En el Índice de Libertad Económica de 2017, Emiratos Árabes Unidos se posicionó en el octavo puesto, mientras que Chile en el décimo lugar. En julio de 2018, la aerolínea emiratí Emirates comenzó a operar cinco vuelos semanales entre los aeropuertos de Santiago de Chile y Dubái, haciendo una escala en São Paulo.
En 2024, ambos países se encontraban en rondas de negociaciones para suscribir un Acuerdo Integral de Asociación Económica (CEPA).

## Misiones diplomáticas
- Chile tiene una embajada en Abu Dabi.[11]
- Emiratos Árabes Unidos tiene una embajada en Santiago de Chile.[12]